# Georg Bredig
Georg Bredig (Glogau, Alemanya, 1 d'octubre de 1868 - Nova York, 24 d'abril de 1944) fou un químic-físic alemany que destacà en l'estudi dels col·loides.
Nasqué a Glogau, Alemanya (actualment Głogów a Polònia). Bredig treballà com a assistent en el laboratori del químic alemany Wilhelm Ostwald a Leipzig, i més tard ocupà càrrecs acadèmics a Alemanya i Suïssa, des del 1911 a la Hochschule Karlsruhe, Alemanya.
Bredig va idear un mètode de preparació de dissolucions col·loïdals el 1898 mitjançant un arc elèctric. Les partícules col·loïdals es produeixen principalment per la ràpida condensació del vapor de l'arc, i poden ser en forma de metall o d'òxid. També va estudiar l'acció catalítica del platí col·loïdal i l'enverinament dels catalitzadors per impureses.

## Obres
- Über die Chemie der extremen Temperaturen: Habilitationsvorlesung (en alemany).  S. Hirzel, 1901.
- Handbuch der Angewandten Physikalischen Chemie (en alemany).  Barth, 1905.